# Natrodufrenita
La natrodufrenita és un mineral de la classe dels fosfats, que pertany al grup de la dufrenita. Rep el nom per tractar-se de l'anàleg amb sodi de la dufrenita.

## Característiques
La natrodufrenita és un fosfat de fórmula química NaFe²⁺Fe³⁺₅(PO₄)₄(OH)₆(H₂O)₂. Va ser aprovada com a espècie vàlida per l'Associació Mineralògica Internacional l'any 1981. Cristal·litza en el sistema monoclínic. La seva duresa a l'escala de Mohs es troba entre 3,5 i 4,5. A més de ser l'anàleg amb sodi de la dufrenita, és també l'anàleg amb ferro de la gayita.
Segons la classificació de Nickel-Strunz, la natrodufrenita pertany a «08.DK - Fosfats, etc, amb cations de mida mitjana i gran, (OH, etc.):RO₄ > 1:1 i < 2:1» juntament amb els següents minerals: richelsdorfita, bariofarmacosiderita, farmacosiderita, natrofarmacosiderita, hidroniofarmacosiderita, farmacoalumita, natrofarmacoalumita, bariofarmacoalumita, burangaïta, dufrenita, matioliïta, gayita, kidwel·lita, bleasdaleïta, matulaïta i krasnovita.

## Formació i jaciments
Va ser descoberta al castell Pluherlin, a la localitat de Rochefort-en-Terre, al departament de Morbihan (Bretanya, França). També ha estat descrita en altres indrets del país, així com a la República Txeca, Alemanya, Hongria, Àustria, Itàlia, Portugal, Espanya, el Marroc, Austràlia, els Estats Units, Xile, Brasil i l'Argentina.